# Caroux-Espinouse
Les massifs du Caroux et de l'Espinouse sont des montagnes françaises faisant partie du Massif central et situés dans l'Hérault.
Le Caroux-Espinouse appartient au groupe montagneux appelé monts de l'Espinouse. Le Caroux constitue la partie méridionale du Massif central la plus rapprochée du littoral méditerranéen. Le massif du Caroux-Espinouse est inclus dans le périmètre du parc naturel régional du Haut-Languedoc.

## Toponymie
Le nom Caroux est connu sous les variantes : castel que vocant Charos (vers 1036), castello de Cariis (vers 1059), castro de Caros (1228), Montagne de Caroux (1770). Il dérive probablement du radical oronymique pré-indo-européen car avec un suffixe -assu.
Le nom Espinouse est connu sous les variantes : rector de Spinosa (1351), manso d'Espinosa (vers 1500), montaignie d'Espinouse (1556), prieuré de St Pierre de l'Espinouse (1740). Il dérive d'un nom occitan espinosa féminin d'espinos « épineux ».

## Géographie

### Topographie

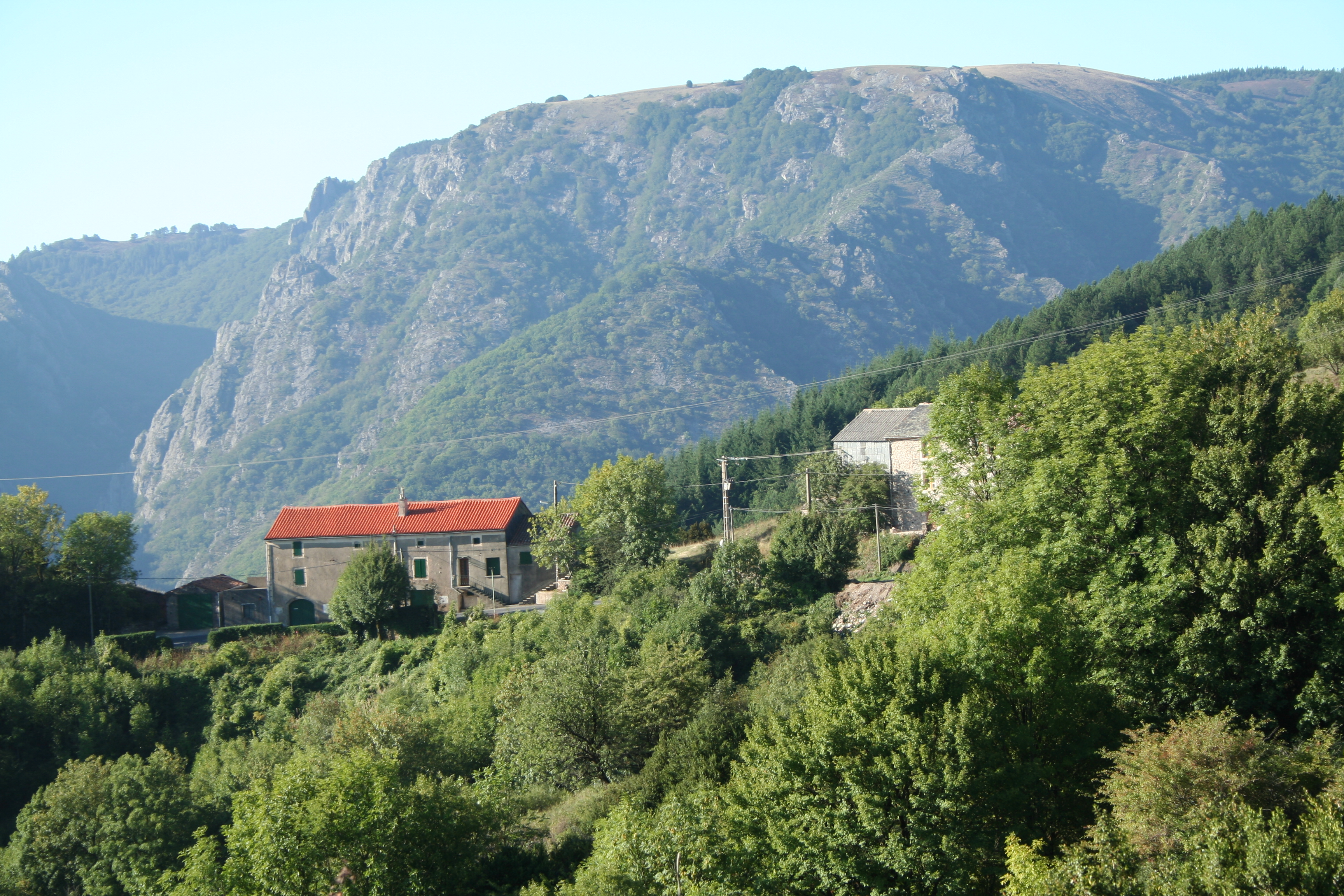
L'Espinouse vue depuis la Croix de Mounis, Castanet-le-Haut.

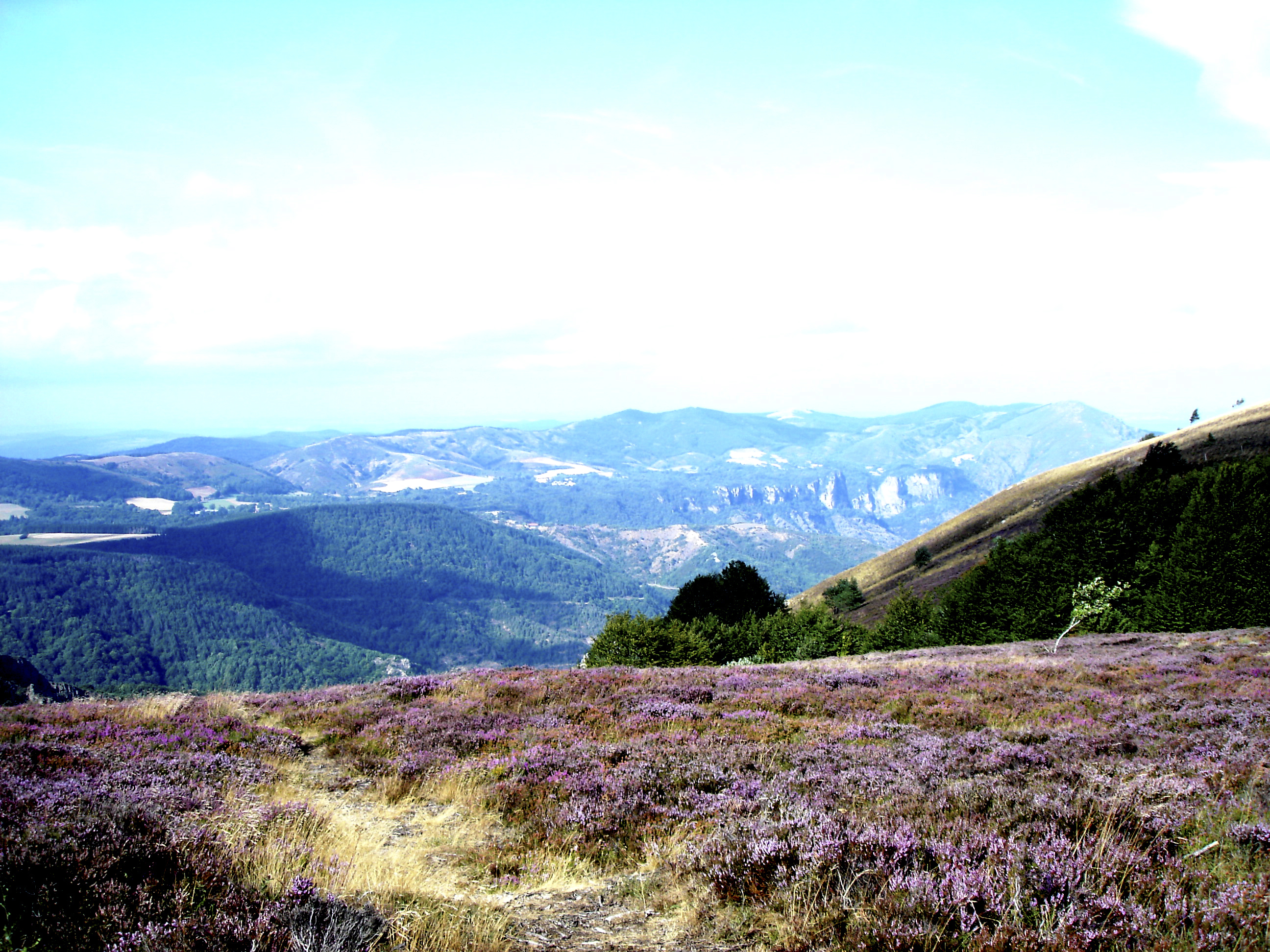
Castanet-le-Haut : vue depuis l'Espinouse vers l'Aveyron. À droite, le mont de Marcou.

La ligne de crête de l'Espinouse assure le partage des eaux entre les bassins atlantique et méditerranéen. Elle culmine à 1 124 m d'altitude, contre 1 091 m pour le Caroux.

### Hydrographie
Les principales rivières issues du massif sont :
- Agout ;
- Dourdou de Camarès ;
- Mare.

### Géologie
L'Espinouse est une montagne formée de terrains anciens (granites, gneiss, schistes). Elle contient des gisements de houille qui ont été exploités à Castanet-le-Haut, Saint-Geniès-de-Varensal.

## Activités

### Économie

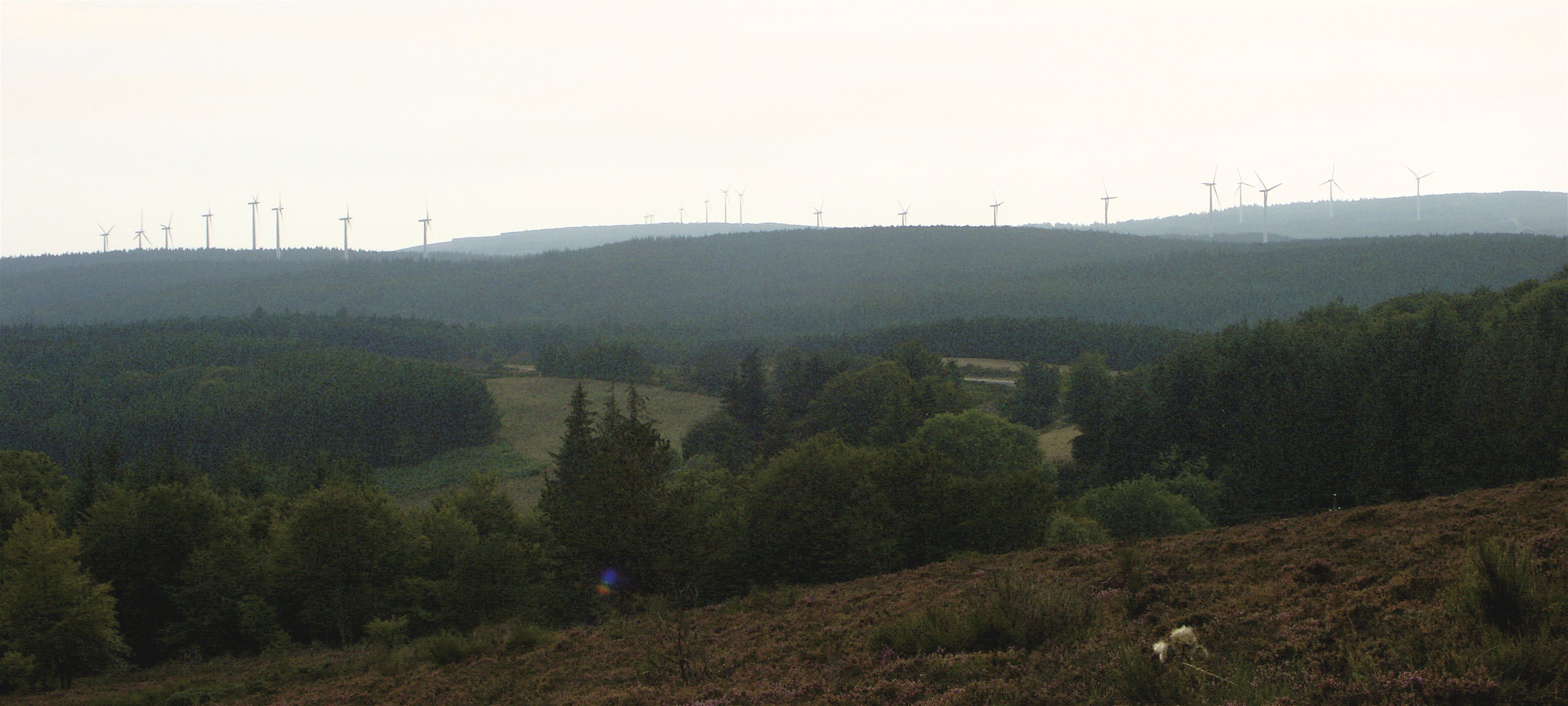
Éoliennes de l'Espinouse

Le secteur de l'énergie éolienne s'est développé dans les monts de l'Espinouse, ce qui a donné lieu à des débats locaux.

### Loisirs
Ce massif est parcouru  par le GR 7. Le Caroux offre de nombreuses voies pour l'escalade.

### Protection environnementale

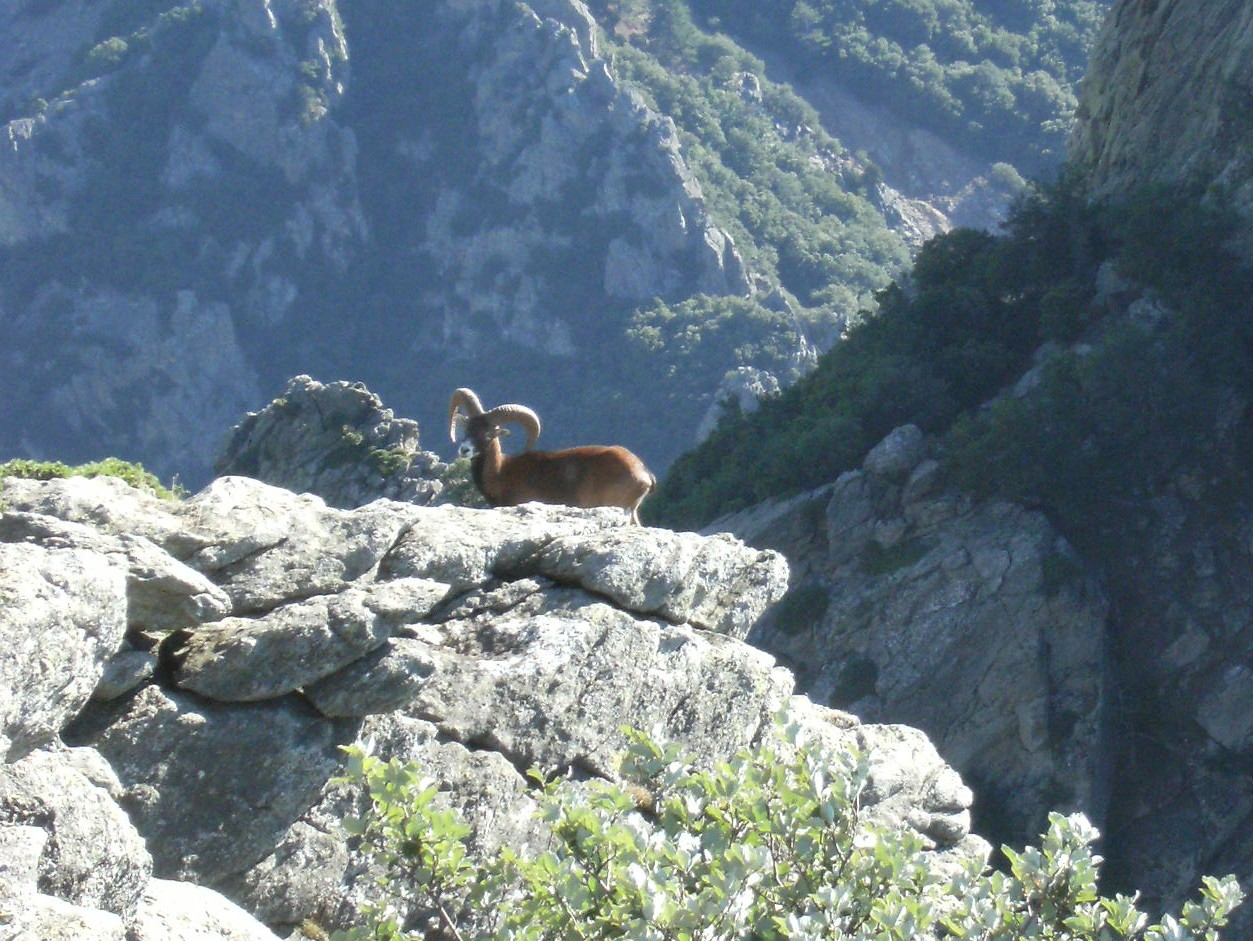
Mouflon dans le Caroux.

Le massif est intégré dans le parc naturel régional du Haut-Languedoc.
À partir des années 1960, des mouflons corses sont introduits dans le massif du Caroux : des 19 animaux originels, la population est passée de l'ordre du millier de têtes dans les années 2000. L’espèce semble s’être adaptée à son nouvel environnement ; faute de prédateur naturel dans le milieu, la limitation de leur effectif est le fait de campagnes de chasse règlementée.